# شخض دائري
شخض توابلي (الاسم العلمي:Justicia spicigera) هو نوع من النباتات يتبع جنس الشخض من الفصيلة الأقنتية.